# Natur- und Erlebnispark Bremervörde
Koordinaten: 53° 29′ 0″ N, 9° 8′ 0″ O
Der Natur- und Erlebnispark Bremervörde ist ein weitgehend barrierefreier Naturerlebnispark nahe dem Vörder See in Bremervörde im Bundesland Niedersachsen.

## Geschichte
Anlässlich der zweiten Niedersächsischen Landesausstellung Natur im Städtebau in Bremervörde im Jahre 1991 wurde das Gelände um den Vörder See umgestaltet. Ziel war dabei die Verbindung von Landschaft, Natur und Stadtarchitektur, um unter Schonung der natürlichen Ressourcen die Attraktivität der Stadt zu erhöhen. Nach Beendigung der Ausstellung übernahm die Natur- und Erlebnispark Bremervörde GmbH die Erhaltung des Parks, welcher seither der Erholung, des Naturerlebens und der Umweltbildung dient und ständig weiterentwickelt und ausgebaut wird.

## Barrierefreiheit
Wichtiger Bestandteil des Konzeptes war von Beginn an, Naturerleben für alle Menschen zu ermöglichen. Der Prozess der weiteren Verbesserung der Zugänglichkeit des Geländes sowie der einzelnen Angebote, erfolgt im Dialog mit Betroffenen.

## Attraktionen

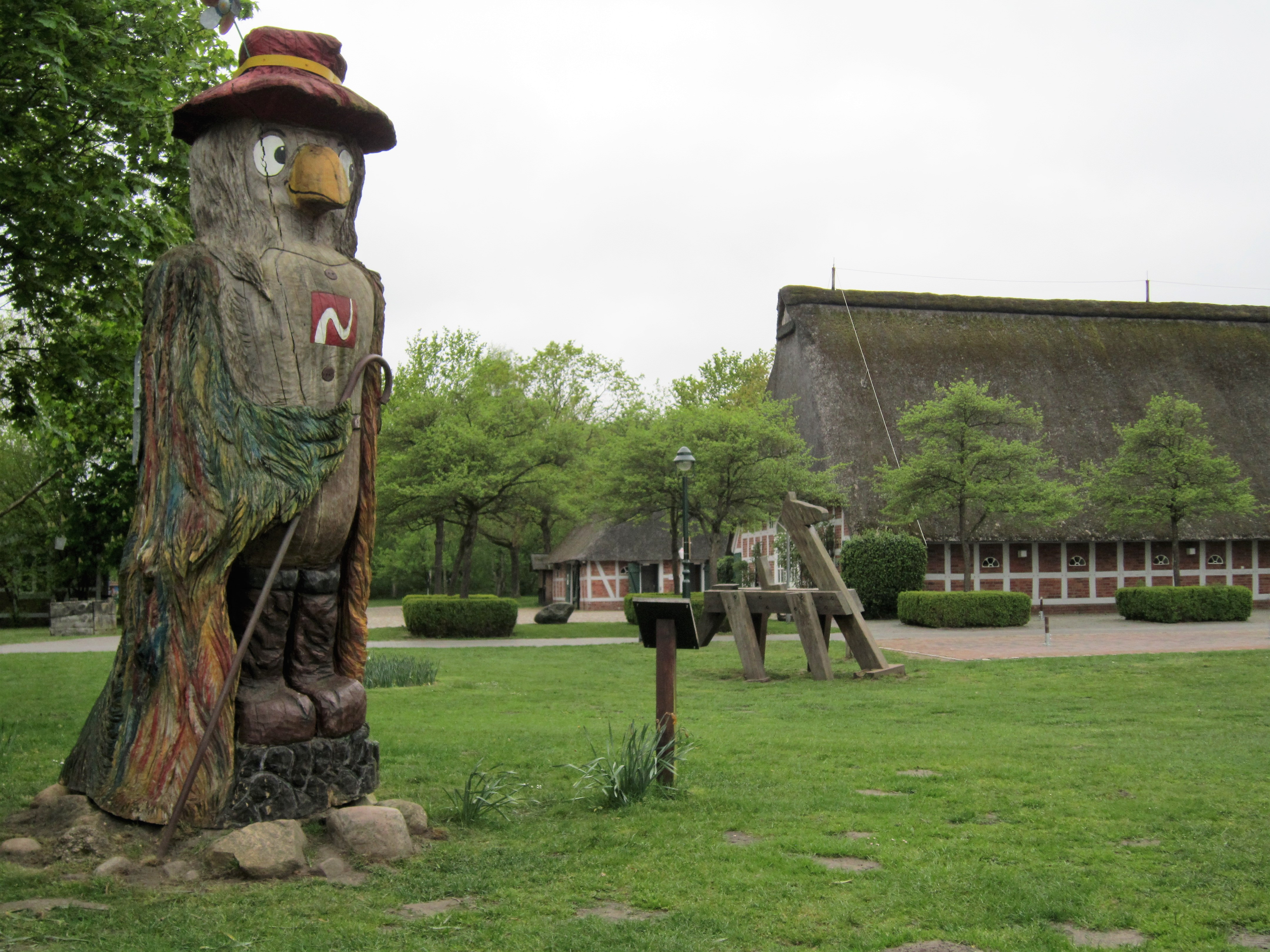
Holzskulptur „Willie Wandervogel“ (links) vor dem Haus am See (rechts); hinten in der Mitte das Backhaus

### Parklandschaft
Es gibt weitläufig angelegte Grünflächen mit Themengärten, wie Rosen-, Rhododendron- und Bauerngarten. Auf dem Rundweg der sprechenden Bäume sind mehr als 200 Arten von Gehölzen der Erde zu finden. In Erlebnisecken und Spiellandschaften können Kinder rutschen, hangeln, balancieren, matschen oder mit dem Floß fahren. Auf der Seebühne finden den Sommer über zahlreiche Veranstaltungen statt.

### OVUM
Unübersehbar ist das Beton-Ei – eine Skulptur des Künstlers Armin Kölbli. Eier als Grabbeigaben sind aus verschiedenen Kulturen bekannt, als Symbol der Hoffnung. Dieses Ei enthält Briefe mit Botschaften an die Nachwelt. Es wurde versiegelt und soll nach genau 1000 Jahren, am 24. September 2991, wieder geöffnet werden. Es ist das erste von weltweit inzwischen vier Eiern. OVUM II steht in Iwankow, etwa 30 Kilometer vom Reaktor Tschernobyl entfernt, OVUM III in Obilić bei Pristina im Kosovo vor dem Braunkohlekraftwerk. Das Friedens-Ei Ovum 4 Jerusalem ist in Jerusalem und soll im September 2014 seinen endgültigen Platz im Peace Forest von Jerusalem erhalten.

### Restaurant Haus am See
Das Haus am See ist eine historische niedersächsische Hofanlage aus dem Jahre 1860, die hier originalgetreu wieder aufgebaut wurde und die nun als Restaurant dient. Im zugehörigen Backhaus finden auch Trauungen statt, auf Wunsch in Plattdeutsch.
Relativ neu vor dem Haus am See ist die Skulpturenwiese; hier sind seit 2007 diverse Kunstobjekte zum Ansehen und Klettern: Bagger-Pferd von Johannes Dröge, das Ensemble Ver-rückt III von Rainer Strüter, Die vier Elemente von Hans-Gerhard Rehpenning und Thomas Konwiarz. 2008 kam die Seefee von Heike Lauterbach, 2013 der Seemann sowie 2015 Willie Wandervogel hinzu.

### Gesundheit

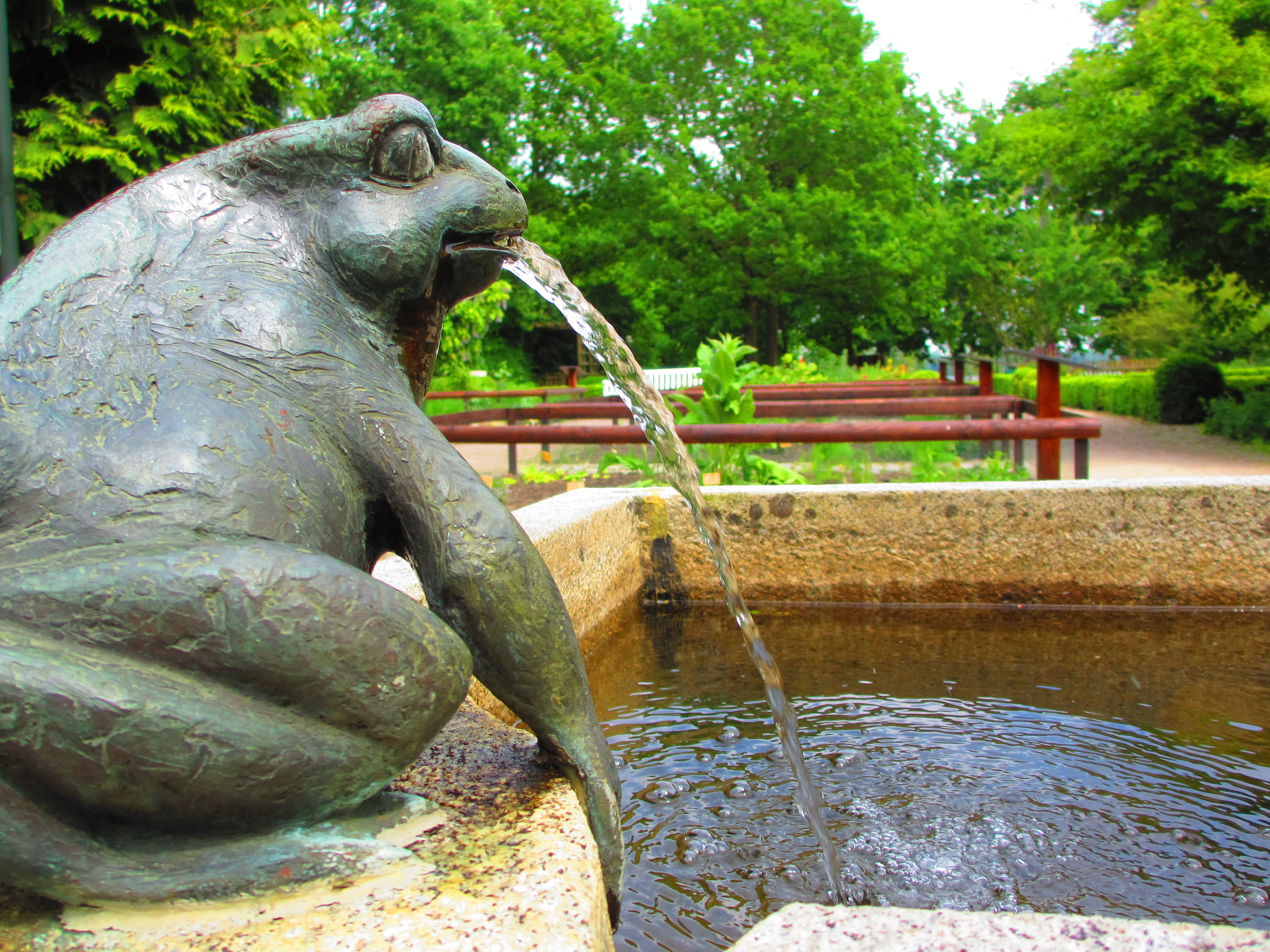
Apothekergarten

Der Apothekergarten zeigt über 80 Arten von Gewürz- und Arzneipflanzen, welche als Drogen zur Herstellung von Arzneimitteln dienen sowie die verschiedenen Verwendungsmöglichkeiten in Geschichte und Gegenwart. Er wurde 1991 angelegt und zur Internationalen Gartenschau in Hamburg (igs 2013) neu gestaltet. Die Pflege der Anlage hat der ortsansässige Kneipp-Verein übernommen.

Methoden der Hydrotherapie nach Sebastian Kneipp kommen beim Armbecken und der Wassertretanlage zur Anwendung.

Der Bewegungsparcours bietet mit etlichen Geräten Möglichkeiten, Bewegung in den Alltag zu bringen sowie Koordination, Kraft, Ausdauer und Beweglichkeit gezielt zu trainieren.

### Welt der Sinne

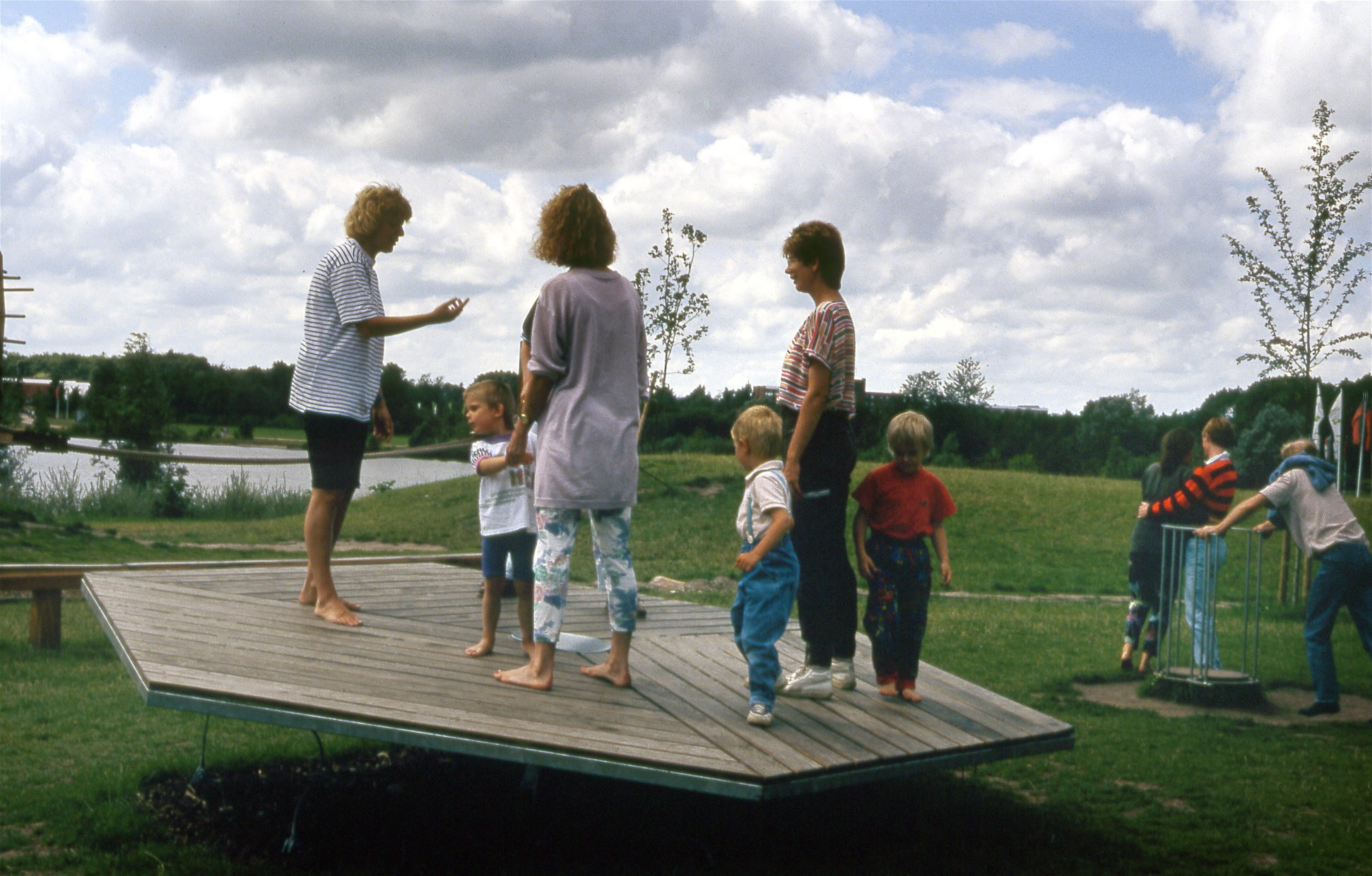
Welt der Sinne: Balancierscheibe

Nach Ideen von Hugo Kükelhaus entstand ein Erfahrungsfeld zur Entfaltung der Sinne mit fünf Themenhütten. Diverse Objekte wie Summsteine, Klang-, Riech- und Fühlobjekte, Steinpendel, Partnerschaukel und Taumelscheibe ermöglichen das Erleben vielfältiger einzelner Sinneseindrücke oder das Zusammenspiel verschiedener Sinne.

### Café Dunkel
Ähnlich wie beim Konzept „Dialog im Dunkeln“ werden in völliger Finsternis die Speisen und Getränke von nicht Sehenden kredenzt.

### Haus des Waldes
Diese Umweltbildungsstätte in Kooperation mit den Niedersächsischen Landesforsten zeigt eine urzeitliche Waldanlage mit Ameisenhügel und einer Tierstimmenorgel, hier beantwortet wochentags ein Förster Fragen rund um Natur und Umwelt.

### NABU Umweltpyramide

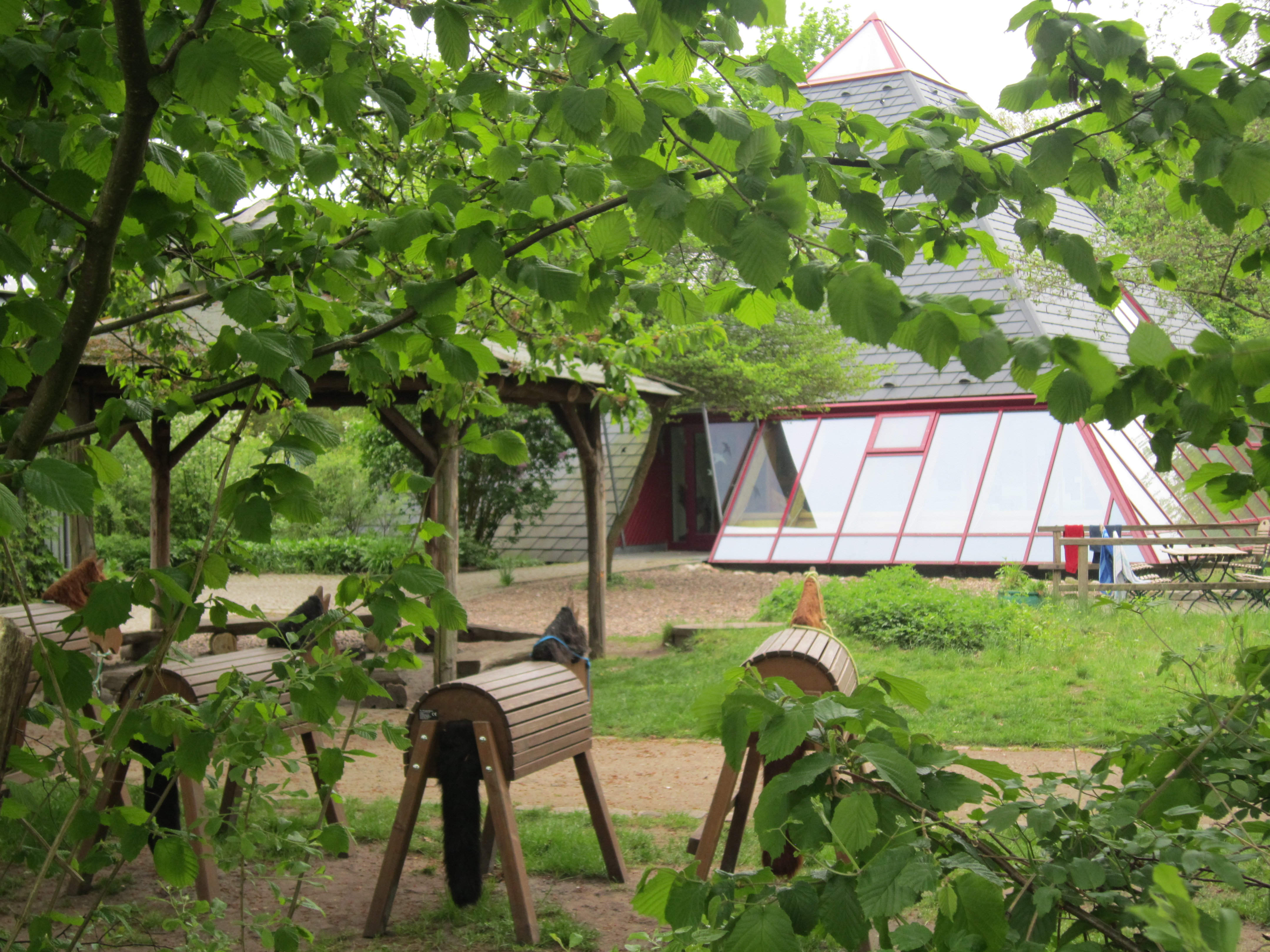
Umweltpyramide des NABU

Das Regionale Umweltbildungszentrum (RUZ) NABU Umweltpyramide Bremervörde wurde ursprünglich als Prototyp eines unkonventionellen Niedrigenergiehauses zum Zweck der Veranschaulichung umwelt- und ressourcenschonenden Bauens nach dem Entwurf des Architekten Lothar Tabery im Auftrag des Landesverbandes Niedersachsen des Naturschutzbund Deutschland erbaut und dient seither als Umweltbildungsstätte. Sie bietet Anregungen zur Energieeinsparung daheim und diverse Ausstellungen. Auf dem Außengelände befindet sich ein Naturlehrpfad, der entlang eines Moores, einer Streuobstwiese, einem renaturierten Bachlauf entlangführt. Die Pyramide ist Ausgangspunkt für Führungen ins Umland, durch die Auen der Oste, die südlich von Bremervörde weitgehend naturbelassen fließt, durch Wälder, durch das Teufelsmoor oder zum Lehrpfad durchs Huvenhoopsmoor.

### Discgolf
Seit September 2022 gibt es einen Discgolf-Kurs am Vörder See. Der Kurs hatte zunächst 9 Bahnen, im Oktober 2024 wurde er auf 18 Bahnen erweitert. Die Bahnen verteilen sich auf der Nord-, West- und Südseite des Vörder Sees sowie die Lions-Wiese. 
Die Kraken Bremervörde, die Discgolf Sparte des TSV Iselersheim, veranstalten regelmäßig Turniere mit überregionaler Beteiligung.

## Umweltbildung
In Kooperation mit regionalen Akteuren, wie dem Regionalen Umweltbildungszentrum (RUZ) NABU Umweltpyramide, den niedersächsischen Landesforsten, dem Ostel Jugendhotel Bremervörde werden für Klassenfahrten ganzheitliche, altersgerechte Bildungsprogramme angeboten. Beim Mehrdimensionalen Lernen werden Wahrnehmungs- und Sinneserfahrungen in der Welt der Sinne oder dem Café Dunkel kombiniert mit Möglichkeiten aktiver Naturbegegnung der NABU-Umweltpyramide und dem Haus des Waldes.